# Shogunato Tokugawa

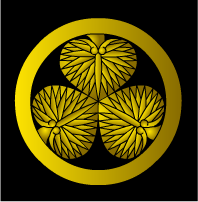
Il mon (blasone) del clan Tokugawa rappresentava un fiore di malvarosa

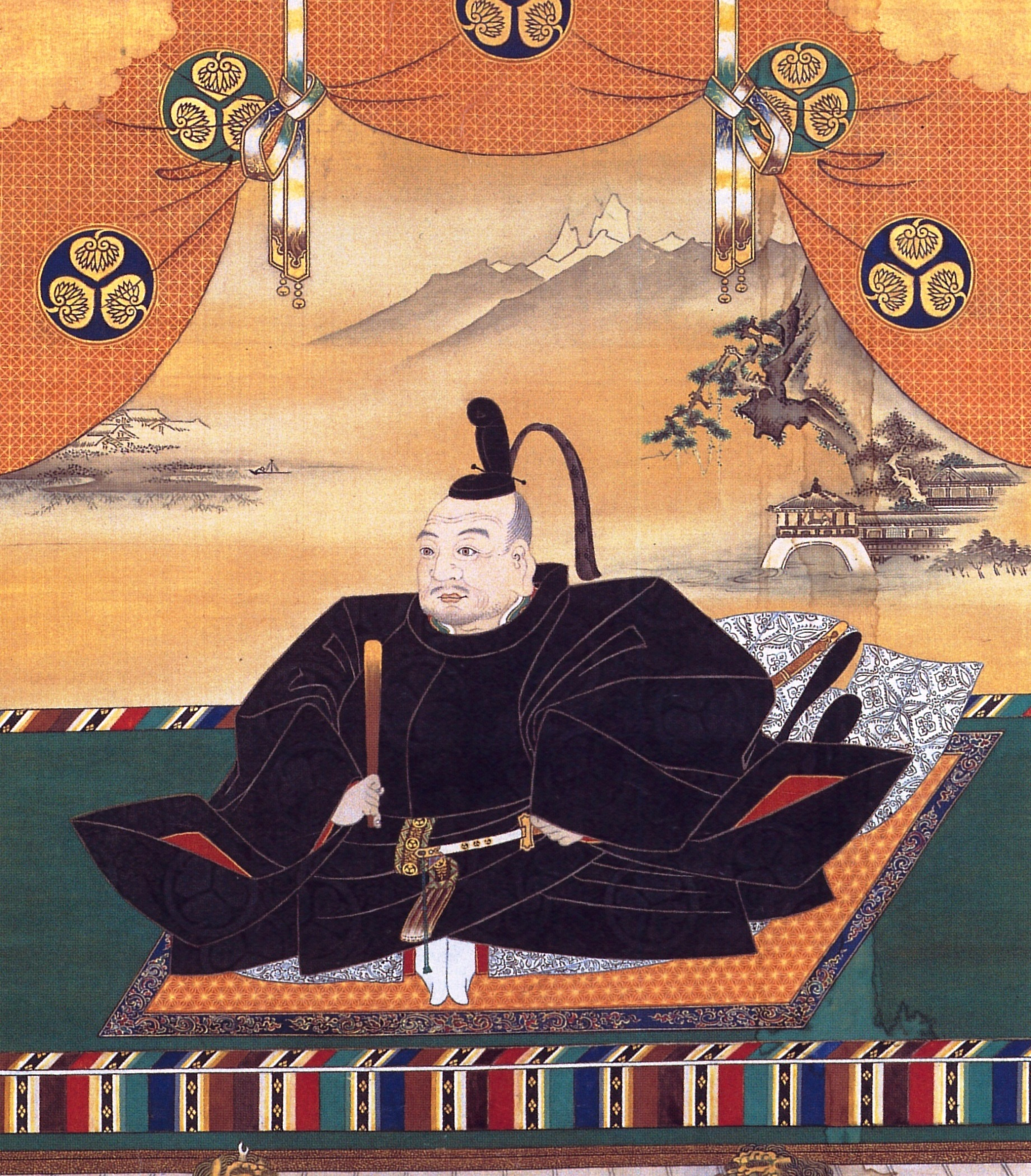
Stampa d'epoca raffigurante Tokugawa Ieyasu

Lo shogunato Tokugawa (徳川幕府?, Tokugawa bakufu, 1603-1868), conosciuto anche come Tokugawa shōgun-ke (徳川将軍家? lett. "famiglia di shōgun Tokugawa") o Edo bakufu (江戸幕府? lett. "shogunato di Edo") fu l'ultimo governo feudale del Giappone.
Il dominio dello shogunato ebbe inizio ufficialmente dal 1603, anno in cui Tokugawa Ieyasu venne nominato shōgun dall'imperatore, e si concluse nel 1868, quando l'ultimo shōgun, Tokugawa Yoshinobu, fu costretto a dimettersi dopo la guerra Boshin.
La capitale dello shogunato era Edo, l'odierna Tokyo, e la famiglia Tokugawa risiedeva nel Castello Nijō.

## Storia

### XVII secolo
Nel 1603, tre anni dopo la vittoria nella battaglia di Sekigahara, Tokugawa Ieyasu fu nominato shōgun dall'imperatore Go-Yōzei.
Dopo la nomina Tokugawa prese il potere, togliendo ogni effettiva forza politica all'imperatore. Ieyasu fu il primo dei quindici shōgun della dinastia Tokugawa.

#### Il boom urbano e finanziario
Il Seicento fu il secolo del boom urbano giapponese.
Oltre ad Edo, che era notevolmente cresciuta grazie alla presenza del governo Tokugawa, anche Osaka si sviluppò notevolmente diventando il cuore mercantile e finanziario del paese.
Lì fu istituito nel 1670 il Junin Ryogae, un prototipo della banca centrale. I dieci banchieri che vi sedevano rappresentavano le più forti corporazioni di Osaka ed avevano il monopolio delle operazioni creditizie.

#### Lo sviluppo delle campagne
A partire dal Seicento anche le campagne subirono uno sviluppo notevole e ci fu una notevole crescita della produzione e del territorio coltivato.
In particolare questo sviluppo fu riscontrato nella pianura del Kantō e nelle zone intorno a Kanazawa, Niigata e Sendai dove sorsero 400 nuovi villaggi su terre bonificate.
Le cause che aiutarono molto questo sviluppo furono:
- La disponibilità di grandi quantità di forza lavoro data dalla smobilitazione degli eserciti dopo più di un secolo di guerre ininterrotte,
- Il periodo di tranquillità che seguì l'ascesa dei Tokugawa,[7]
- Il favorevole trattamento fiscale,
- La sicurezza del possesso.

### XVIII secolo
Nei primi anni del Settecento i Tokugawa furono impegnati principalmente nel tentativo di ripristinare l'ordine sui mercati monetari nei grandi centri urbani e di ridimensionare il ruolo dei ceti mercantili cittadini.
Si accordarono con i ceti mercantili in modo che i debiti dell'aristocrazia fossero consolidati o cancellati in cambio della gestione esclusiva dei mercanti delle borse merci.
Ci fu una saturazione delle imprese economiche e commerciali che portò ad un arresto della crescita demografica.

### XVIII–XIX secolo
Negli anni a cavallo fra il Settecento e l'Ottocento ci fu un'espansione delle aree rurali.
Tra il 1830 e il 1850 la struttura corporativa urbana entrò in crisi.
Osaka perse gran parte della sua popolazione in pochi anni.
Sul piano politico la situazione si fece tesa poiché la fossilizzazione del governo Tokugawa aveva grandemente indebolito le capacità di mantenere un controllo centralizzato da parte di Edo. Alcuni feudi incominciarono ad emanare leggi rendendosi più indipendenti e alcuni instaurarono rapporti con l'occidente.
Nel 1868 alcuni feudatari, guidati dall'imperatore, scatenarono la guerra civile Boshin. La guerra portò alle dimissioni di Yoshinobu Tokugawa e l'imperatore riprese il potere dando così inizio al periodo Meiji.

## Caratteristiche istituzionali
Le caratteristiche istituzionali dei Tokugawa presentano numerosi aspetti feudali come la ripartizione del paese in varie entità, dotate di milizie, di entrate proprie e formalmente autonome.
I territori dominati dai Tokugawa occupavano circa un terzo di tutto il Giappone e i restanti due terzi erano divisi fra circa 250 feudatari.
Sebbene i feudatari non costituissero una minaccia per il potere centrale, i possedimenti dei Tokugawa erano disposti strategicamente in modo tale da coprire le zone chiave del paese. Inoltre le principali città e le grandi vie di comunicazione erano controllate direttamente dal governo centrale dei Tokugawa.
Oltretutto i feudatari non esercitavano alcuni poteri e facoltà essenziali fra cui l'automaticità del trasferimento ereditario del feudo e avevano l'obbligo di ricevere un consenso preventivo per i matrimoni.
Ai feudatari, poiché dovevano risiedervi per periodi alterni, era anche imposta la seconda residenza ad Edo. La famiglia del feudatario invece doveva risiedere in città permanentemente.

## La società
La società Tokugawa era basata principalmente su una rigida gerarchia.
I feudatari erano in cima, seguiti dai samurai, dai contadini, dagli artigiani e dalla borghesia. I feudatari, a causa delle spese imposte dalla doppia residenza e dall'acquisto dei beni di consumo di cui abbisognavano, erano sempre indebitati in maniera grave.
I samurai erano in larga misura disoccupati ed avevano stipendi molto bassi.
Alcuni di loro furono inseriti fra i funzionari della burocrazia amministrativa, ma la maggior parte abbandonò la propria casta aggregandosi alle borghesie urbane o rurali in espansione.
Alla fine del periodo Tokugawa i samurai e le loro famiglie costituivano solo il 5% della popolazione contro il 7-8% originario.

## Il catasto
L'esigenza di alimentare le grandi masse di fanteria spinsero a compilare i primi catasti locali. L'opera fu terminata tra il 1620 e il 1630.
Le misure prese furono:
- Accatastamento generale di tutti i terreni cerealicoli suddivisi per la potenza del produttivo;
- Assegnazione a tempo indefinito delle parcelle coltivate a singoli capofamiglia;
- Uniformazione delle aliquote impositive, riscosse solamente in natura, sulla base dei dati catastali con meccanismi di adeguamento per situazioni eccezionali;
- Istituzione di registri nominali dei debitori d'imposta affidati ai consigli di villaggio;
- Responsabilizzazione collettiva del villaggio per la riscossione e il trasporto dell'imposta alla sede del governo locale.[1]

## Commercio estero
I Tokugawa ridussero al minimo i rapporti con l'estero (sakoku). 

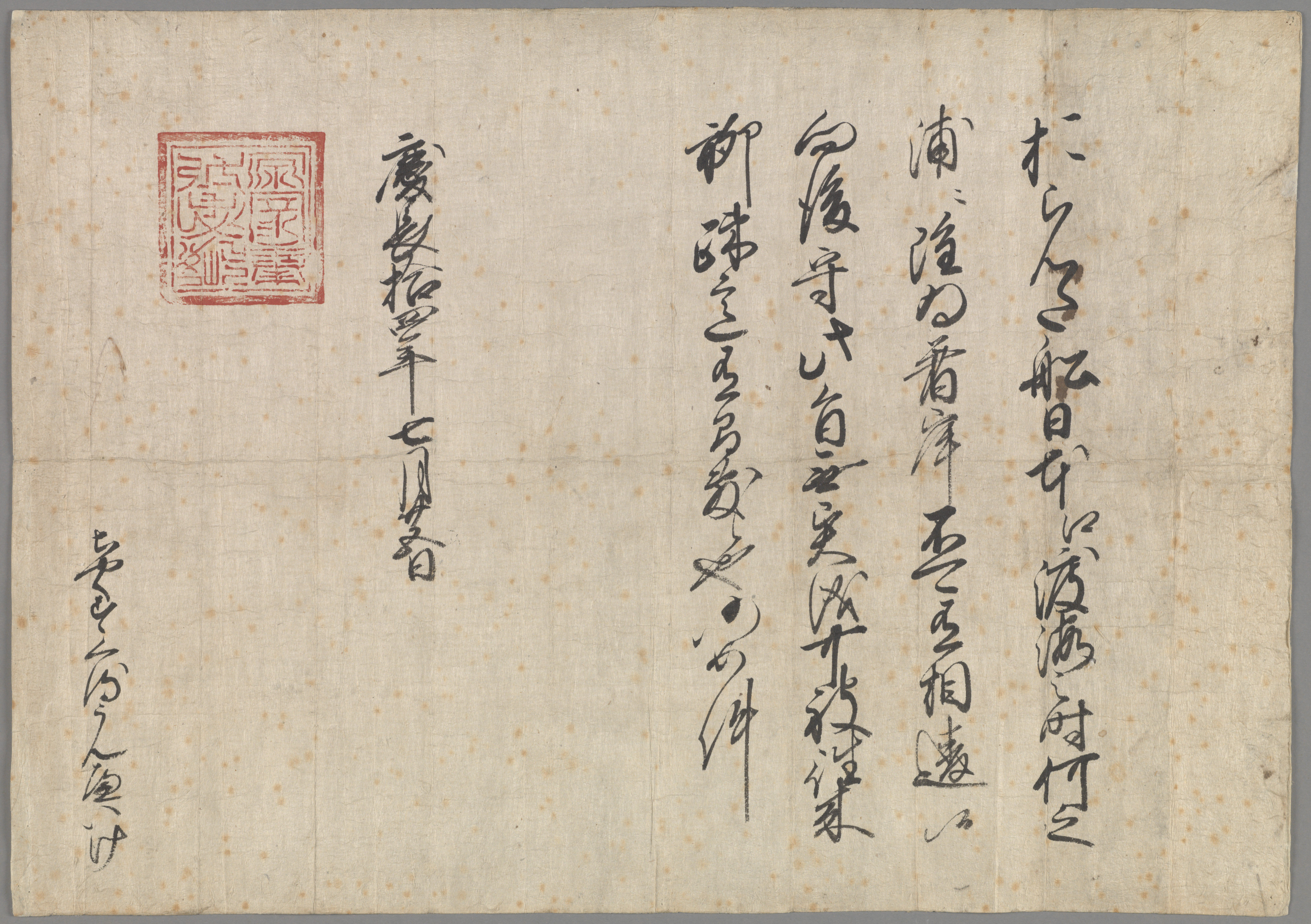
Il documento che permise agli olandesi di sbarcare liberamente in Giappone

Entro il 1636 venne tagliato ogni legame commerciale con alcune città costiere del Giappone meridionale con le numerose colonie mercantili installatesi nel Sud-Est asiatico nel secolo precedente.
Ai sudditi giapponesi venne proibito di andare all'estero e agli emigrati di ritornare in patria.
Vennero espulsi gli spagnoli e i portoghesi.
Venne interrotto il collegamento con Macao, finanziata da decenni con crediti in argento da mercanti ed aristocratici di alcuni feudi del Giappone meridionale.
Nei due secoli successivi l'unico legame con il mondo occidentale fu costituito dal permesso di alcune navi olandesi di attraccare all'isola di Deshima, nel porto di Nagasaki.
In seguito, tutto il commercio internazionale (Incluso quello con la Cina) fu concentrato a Nagasaki e sottoposto al controllo governativo.

## Lista degli shōgun Tokugawa

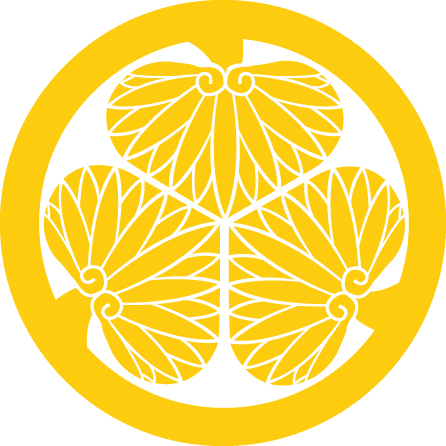
stemma della dinastia dei Tokugawa

| №  | Immagine | Nome                | Shogunato | Shogunato |
| №  | Immagine | Nome                | Inizio    | Termine   |
| -- | -------- | ------------------- | --------- | --------- |
| 1  |          | Tokugawa Ieyasu     | 1603      | 1605      |
| 2  |          | Tokugawa Hidetada   | 1605      | 1623      |
| 3  |          | Tokugawa Iemitsu    | 1623      | 1651      |
| 4  |          | Tokugawa Ietsuna    | 1651      | 1680      |
| 5  |          | Tokugawa Tsunayoshi | 1680      | 1709      |
| 6  |          | Tokugawa Ienobu     | 1709      | 1712      |
| 7  |          | Tokugawa Ietsugu    | 1712      | 1716      |
| 8  |          | Tokugawa Yoshimune  | 1716      | 1745      |
| 9  |          | Tokugawa Ieshige    | 1745      | 1760      |
| 10 |          | Tokugawa Ieharu     | 1760      | 1786      |
| 11 |          | Tokugawa Ienari     | 1786      | 1837      |
| 12 |          | Tokugawa Ieyoshi    | 1837      | 1853      |
| 13 |          | Tokugawa Iesada     | 1853      | 1858      |
| 14 |          | Tokugawa Iemochi    | 1858      | 1866      |
| 15 |          | Tokugawa Yoshinobu  | 1866      | 1868      |